# Ronald Evans

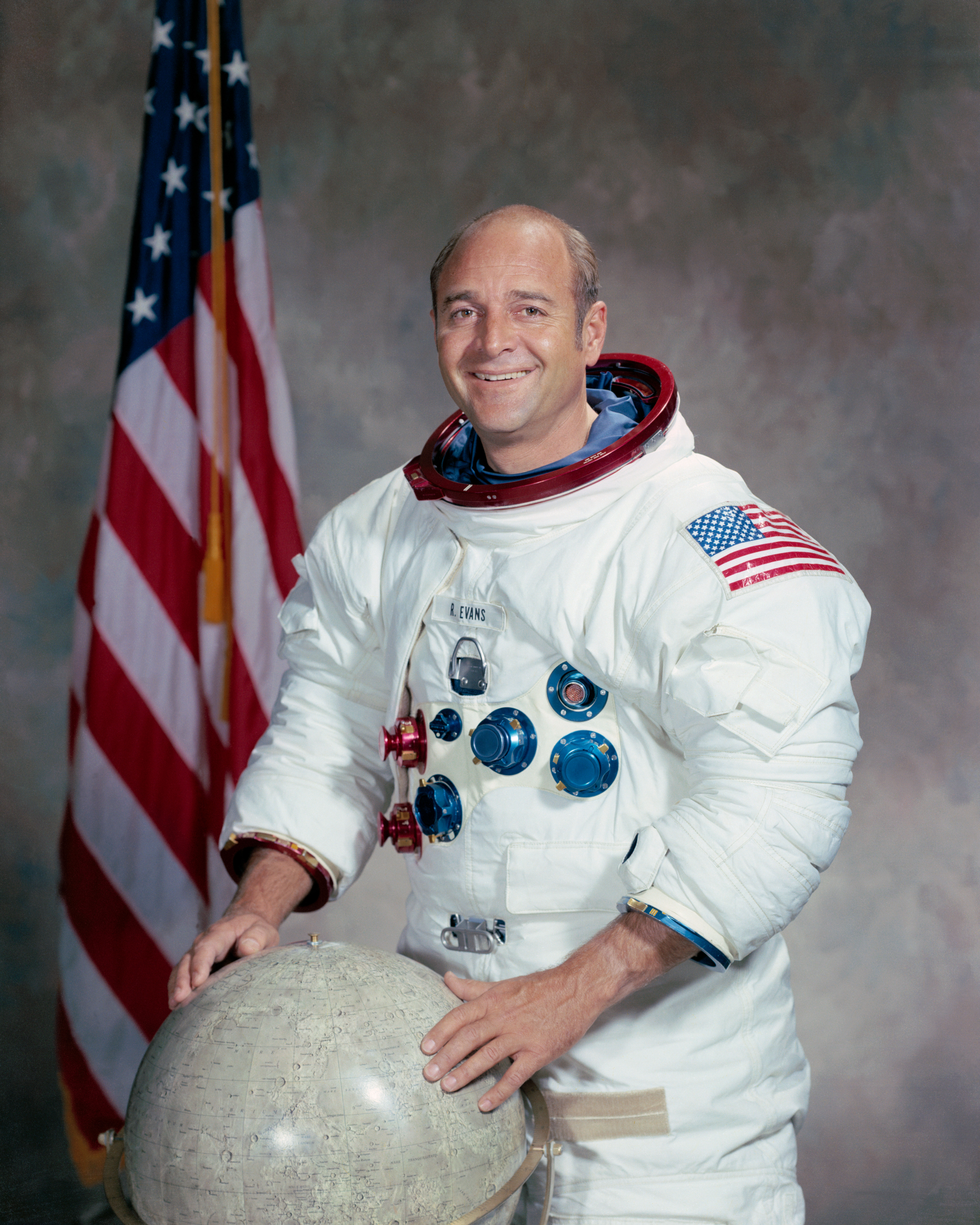
Ronald Ellwin Evans, Jr.

Ronald Ellwin Evans, Jr. (St. Francis, 10 november 1933 – Scottsdale, 7 april 1990) was een Amerikaans ruimtevaarder. Hij behoort tot de 24 astronauten die een reis naar de maan hebben gemaakt. Hij vloog mee met Apollo 17 als piloot van de Apollo CSM.

## Biografie

### Jonge jaren
Evans werd geboren in St. Francis (Kansas). In zijn jeugd zat hij bij de Boy Scouts of America, de Amerikaanse tak van scouting, waar hij de op een na hoogste rang wist te bereiken; life scout. Hij studeerde aan de Highland Park High School in Topeka en de Universiteit van Kansas. Aan die laatste haalde hij in 1956 zijn Bachelor of Science in elektrotechniek.
In 1957 voltooide Evans zijn pilotenopleiding bij de marine, die hij had gevolgd via het ROTC-programma aan de Universiteit van Kansas. In 1964 haalde hij zijn Master of Science in luchtvaarttechniek aan de Naval Postgraduate School. Hij was lid van de Tau Beta Pi, Society of Sigma Xi, en Sigma Nu.
Evans diende zeven maanden in de Vietnamoorlog.

### Carrière bij NASA
In april 1966 was Evans een van de 19 astronauten die door NASA werd uitgekozen als onderdeel van de Astronaut Group 5. Hij diende als lid van de ondersteunende bemanning van Apollo 7 en Apollo 11, en als back-up piloot voor de Apollo CSM van Apollo 14. Bij geen van deze missies ging hij echter daadwerkelijk de ruimte in.
Evans’ eerste en enige ruimtevlucht was met Apollo 17, waarin hij piloot was van de Apollo CSM. Hij werd vergezeld door Eugene Cernan en Harrison Schmitt. Terwijl Cernan en Schmitt daadwerkelijk op de maan landden, bleef Evans met de CSM in een baan rond de maan vliegen om geologische observaties te doen en foto’s te maken van specifieke doelen. Tijdens de tocht terug naar de aarde maakte Evans nog verschillende opnames. In totaal was hij 301 uur en 51 minuten in de ruimte. Hij is recordhouder van astronaut die het langst in een baan rond de maan heeft gevlogen; 6 dagen en 4 uur.
Evans was reservepiloot voor het Apollo-Sojoez-testproject.
Op 30 april 1976 ging Evans na 21 jaar dienst met pensioen bij de United States Navy. Hij bleef wel actief bij NASA. Zo was hij betrokken bij de ontwikkeling van het Space Shuttle-programma.
In zijn carrière als astronaut kreeg Evans verschillende onderscheidingen. Zo kreeg hij in 1970 de Johnson Space Center Superior Achievement Award, in 1973 de NASA Distinguished Service Medal en de Navy Distinguished Service Medal, de Navy Astronaut wings, acht luchtmedailles, de Viet Nam Service Medal en in 1966 de Navy Commendation Medal.

### Latere jaren
Evans ging in maart 1977 met pensioen bij NASA om een carrière in de steenkoolindustrie na te streven.
Op 7 april 1990 stierf Evans aan de gevolgen van een hartaanval. Hij werd overleefd door zijn vrouw Jan en hun twee kinderen.